# 葛飾区立東金町小学校
葛飾区立東金町小学校（かつしかくりつ ひがしかなまちしょうがっこう）は、東京都葛飾区東金町に所在する区立小学校。

## 概要
1978年（昭和53年）4月1日に開校した。旧校舎は元は金町中学校が使用していたが、金町第2団地の建設に伴う学区域の変更等により金町中学校の移転後に、東金町小学校が開校した。
国政選挙や区政選挙の投票所としても使用されている。
令和元年10月から、東金町小学校では校舎の改築（新校舎建設）のための工事が行われていたが、令和3年8月末に新校舎が完成し、翌9月から使用されている。
今後、旧校舎の解体工事等が予定されている。

## 沿革
- 1978年（昭和53年）
  - 4月1日 - 開校。
  - 4月6日 - 第1回入学式と最初の始業式挙行。開校時点の児童数906名。
  - 4月7日 - 開校式挙行。
- 1979年（昭和54年）3月19日 - 体育館・プール完成。
- 1980年（昭和55年）8月 - 飼育小屋完成。
- 1983年（昭和58年）10月22日 - 開校5周年記念式典挙行。
- 1984年（昭和59年）9月3日 - 給食室改修工事完了。
- 1987年（昭和62年）11月7日 - 開校10周年記念式典挙行。
- 1988年（昭和63年）8月31日 - 掲揚塔設置。
- 1989年（平成元年）3月18日 - 正面玄関に校章設置。
- 1990年（平成2年）4月1日 - 科学教育センター東金町教室開室。
- 1991年（平成3年）
  - 3月31日 - 工陶芸小屋完成。
  - 9月30日 - 家庭科室床改修。
- 1996年（平成8年）3月31日 - 門柱・扉改修工事、備蓄倉庫設置。
- 1997年（平成9年）
  - 3月31日 - コンピュータ室設置。
  - 10月18日 - 開校20周年記念式典挙行。
- 1998年（平成10年）7月 - この月から10月まで、耐震補強他校舎大規模修繕工事。
- 2000年（平成12年）7月 - この月から8月まで、校舎床補修工事。
- 2004年（平成16年）3月 - 飼育小屋改修工事。
- 2005年（平成17年）11月 - わくわくチャレンジ広場開始。
- 2006年（平成18年）8月24日 - 体育館改修。
- 2007年（平成19年）12月8日 - 開校30周年記念式典挙行。
- 2008年（平成20年）8月19日 - 校庭芝生化。
- 2009年（平成21年）6月10日 - プール改修。
- 2010年（平成22年）4月1日 - 東金町小ひよどり学童保育クラブ開園。
- 2013年（平成25年）8月31日 - ノートパソコン40台設置。
- 2014年（平成26年）
  - 3月31日 - 屋上ソーラーパネル設置。
  - 10月8日 - 西側トイレ改修。
- 2015年（平成27年）
  - 5月29日 - 東金町小改築懇談会発足。
  - 7月 - この月から9月まで、西校舎トイレ改修工事。
- 2016年（平成28年）4月1日 - 特別支援教室（アイリスルーム）開始。
- 2017年（平成29年）12月2日 - 創立40周年記念式典挙行。
- 2018年（平成30年）9月 - 西側校舎から東側校舎へ移動。
- 2019年（平成31年・令和元年）
  - 4月 - この月から、校舎改築開始。
  - 8月23日 - 大型提示装置設置。
- 2020年（令和2年）
  - 3月 - 新型コロナウイルス感染拡大防止のため学校臨時休業となる
  - 6月 - 新型コロナウイルス感染拡大防止のため学校臨時休業となっていた学校が再開。
- 2021年（令和3年）
  - 1月 - この月から2月にかけて、備蓄倉庫と、わくチャレルーム移設。
  - 9月 - 新校舎運用。
- 2020年（令和4年）9月 - 新校舎グラウンドオープン[3]。

## 著名な出身者
- 益子直美（元バレーボール選手、タレント、スポーツキャスター）[4]

## 所在地
- 葛飾区東金町1丁目33-1[5]

アクセス
- JR常磐線金町駅から徒歩6分（経路案内）。
- 京成金町線京成金町駅から徒歩8分[5]（経路案内）。